# Schiffsmodell
Ein Schiffsmodell (auch: Modellboot) ist meist eine verkleinerte Nachbildung eines Wasserfahrzeuges (Schiff, Boot), wobei es nicht zwingend der Nachbau eines Originals sein muss.

## Historische Marksteine

Tonmodell eines Segelschiffes, 4000 v. Chr.

Schiffsmodelle gab es schon in vorägyptischer Zeit; der älteste Nachweis eines Segelschiffes überhaupt ist ein 4000 Jahre altes Tonmodell, das im Zweistromland gefunden wurde und heute im Israel Museum in Jerusalem zu besichtigen ist.
Die ältesten erhaltenen und bereits in heutigem Sinne fein detaillierten Schiffsmodelle sind Grabbeigaben des Pharaos Tutenchamun (1333–1324 v. Chr.).
Zur Klasse der sogenannten Halbmodelle könnte man auch die in Reliefs dargestellten Schiffe zählen. Einige davon findet man in römischer Zeit (z. B. Triremen) etwa aus 200 v. Chr. oder auch in christlichen Reliefdarstellungen (z. B. Darstellungen des Heiligen Christophorus).
Aus dem Jahr 1525 ist bekannt, dass konkurrierende Schiffbaumeister dem venezianischen Staat Modelle ihrer eigenen Entwürfe zur Entscheidung über ein Schiffbauprogramm vorlegten. Dies markierte wohl den Startpunkt einer ganz neuen Entwicklung im Schiffsmodellbau: die Schaffung maßstabsgetreuer und in den Proportionen richtiger Modelle.

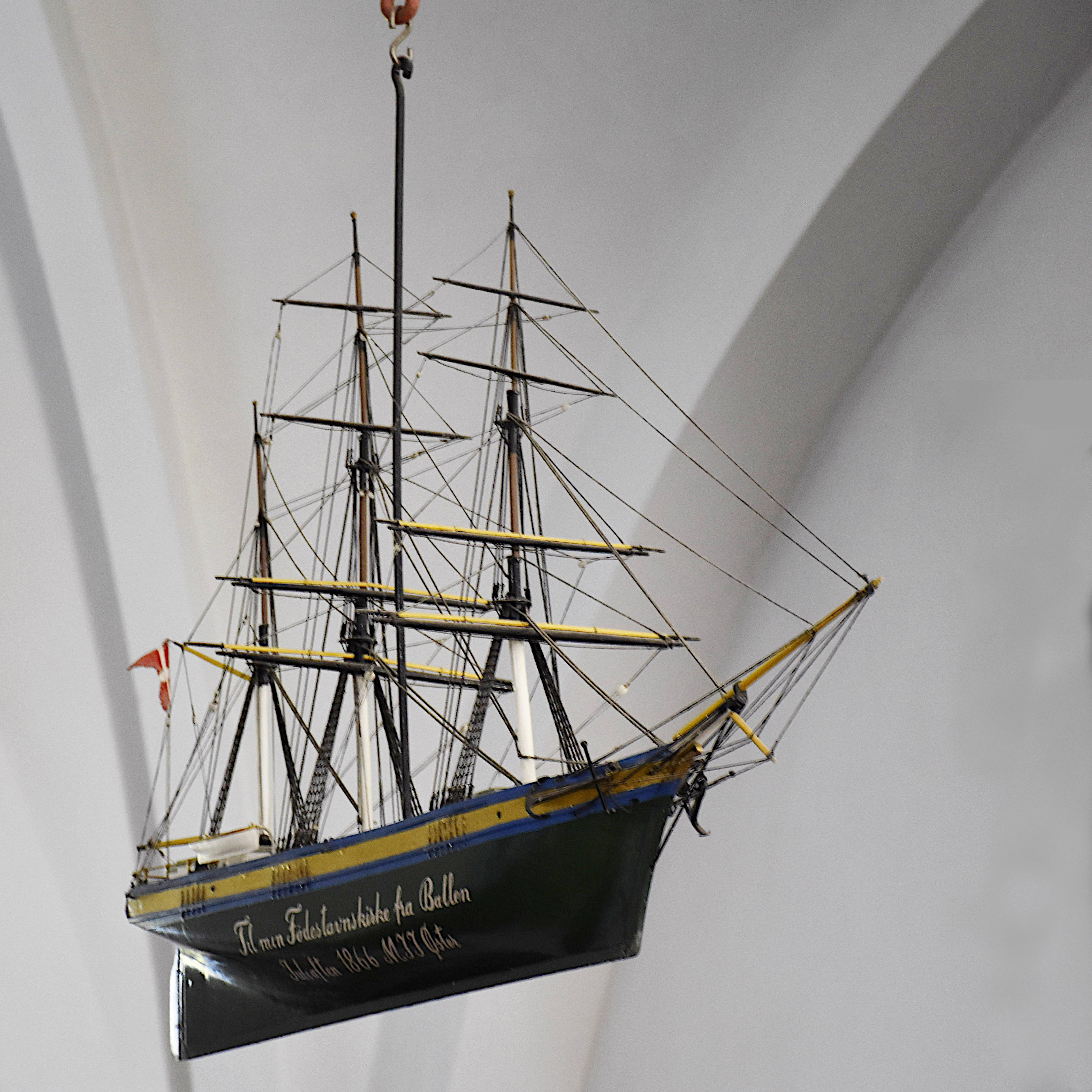
Schiffsmodell (Votivschiff) in der Kirche von Tranebjerg (Dänemark)

Ab 1670 wurden Modellentwürfe in Dänemark vom ausführenden Schiffbauer per Dekret gefordert. Das älteste erhaltene dieser Werft- oder Dockyard-Modelle in England stammt aus dem Jahr 1655. Heute hängt in nahezu jeder dänischen Kirche ein oft sehr prächtiges Modell eines historischen Schiffs. (Siehe dazu auch: Schiffsmodelle in Kirchen.)
Bis ins vorige Jahrhundert wurden Schiffe mittels Halbmodell modelliert und nach diesem Vorbild Spantenverlauf und Abwicklung der Metallplatten festgelegt. Große Bedeutung haben seit etwa 1900 hydrodynamische Schiffsmodelle in den Schiffbau-Versuchsanstalten. Werftmodelle, die das ganze Schiff darstellen, dienen heute vor allem der Anschauung für Werbung, Dekoration und Museen.
Nichtkommerzieller Schiffsmodellbau, der rein dem Privatvergnügen dient, ist wesentlich schwerer durch die Geschichte zu verfolgen. Vermutlich haben Kinder, seit es Schiffe gibt, Spielzeugmodelle geschaffen. So werden heute noch von polynesischen Kindern Modelle von Auslegersegelbooten hergestellt, die so schon vor 3000 Jahren hätten gemacht werden können.

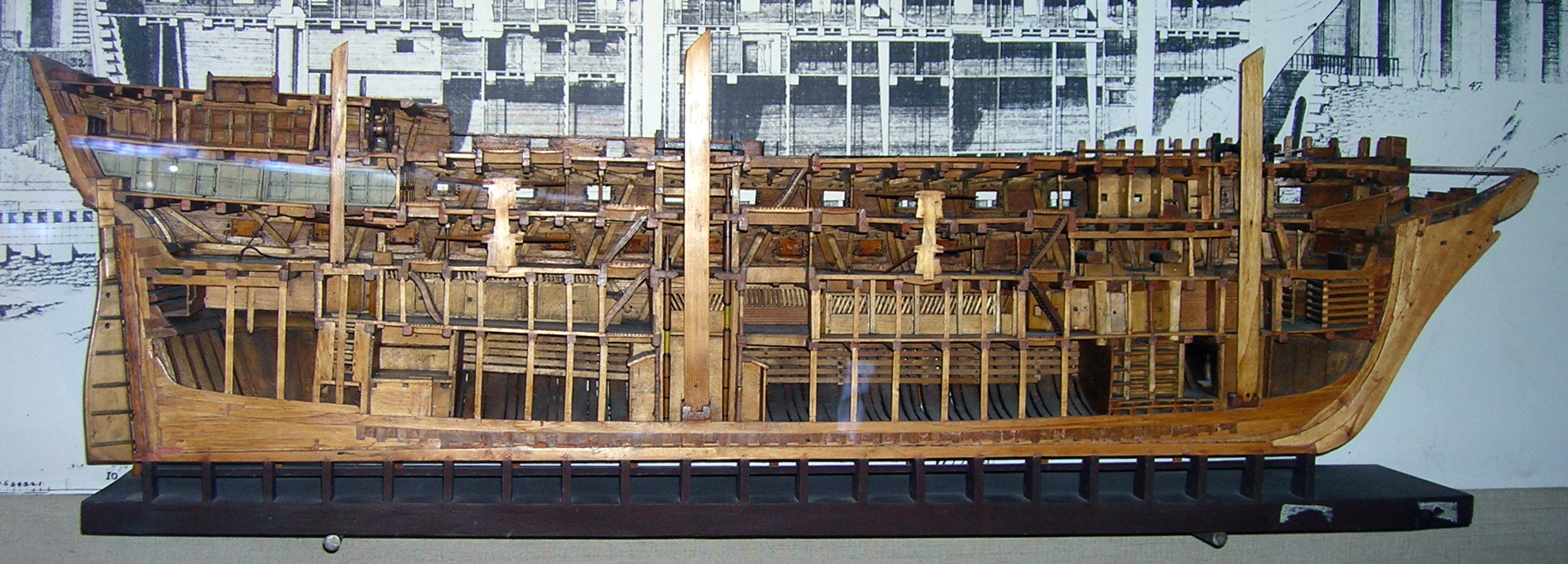
Russisches Schiff nach französischen Plänen mit englischer Art der Innenraumaufteilung im Musèe de la Marine, Paris

Funktionsmodelle von Erwachsenen mit Segeln dürften erst mit der Zeit der französischen Revolution Ende des 18. Jahrhunderts und der daraus folgenden Selbstdarstellung des Individuums aufgekommen sein. Modelle mit Antrieb erschienen schon bald nach deren erstem Auftreten im Original. Die Weiterentwicklung der für Privatpersonen verfügbaren Werkzeuge und Techniken (Klebstoffe, Kunstharze, Ätztechnik, Elektronik und Microcomputer) hat zu einer raschen Weiterentwicklung auch auf diesem Sektor geführt. Zahlreiche Vereine und Fachbücher belegen das.

## Modellsport

### Funktionsmodell
Ein Funktionsmodell ist ein maßstabsgetreues, technisches Modell eines Gerätes, das über die wichtigsten Bewegungsfunktionen des Originals verfügt und diese auch zur Demonstration oder Betrachtung ausführen kann.
Leichtbau lässt ferngesteuert segelbare Yachtmodelle mit nur 300 Gramm (Meteor 3 im Maßstab 1:100!) zu. Oft werden Plastikmodellbausätze mit Funk-Fernsteuerung ausgestattet, es gibt aber auch schon einige Fertigmodelle zu kaufen. Die elektrische Energie zur Realisierung der Funktionen stammt meist aus Akkupacks, die im Modell versteckt platziert werden. Die technisch machbare Grenze liegt derzeit bei ca. 10 Gramm Gesamtgewicht mit Motor(en), Batterien, Empfänger und Rumpf.
Den Gegensatz zum Funktionsmodell bildet das Standmodell.

### Hydrodynamisches Schiffsmodell
Große Bedeutung haben seit etwa 1900 hydrodynamische Schiffsmodelle in den Schiffbau-Versuchsanstalten. Sie sind Teil einer Messvorrichtung, um Bewegungen sowie hydrodynamische Kräfte und Momente im Modellmaßstab zu untersuchen. Die Form des Modells stellt das Unterwasserschiff in verkleinertem Maßstab dar. Je nach Bedarf ist es mit folgenden Vorrichtungen ausgestattet:
- elektrische Antriebsmotoren mit rechnergesteuerter Drehzahlregelung,
- Dynamometer, um Schub und Drehmoment in der Propellerwelle zu messen,
- Modellpropeller,
- Ruder,
- elektrische Rudermaschine (rechnergesteuert),
- Pod-Antrieb(e),
- genau platzierter Ballast, um Verdrängung, Lage des Schwerpunkts (also metazentrische Höhe) sowie Massenträgheitsmomente einzuregeln,
- ggf. Dreikomponenten-Waage zur Messung von Ruderkräften.

Solche Schiffsrümpfe sind typischerweise ca. 5 bis 10 m lang. Sie werden in der Regel vollautomatisch mit einer rechnergesteuerten Fräse hergestellt, die in der Lage ist, Freiformflächen darzustellen. Die Rohlinge hierzu bestehen aus Holz oder Paraffin. Paraffinmodelle sind auf einer stoffbespannten Holzkonstruktion aufgebracht, und das Paraffin ist wiederverwendbar. Vereinzelt sind auch Schiffsmodelle aus GFK im Einsatz.
Die meisten Schiffbau-Versuchsanstalten lackieren ihre Modelle gelb, um kontrastreiche Foto- und Videoaufnahmen der Modellversuche zu gewährleisten. Die SSPA lackiert ihre Modelle jedoch blau. Die HSVA lackiert Eismodelle rot und Offenwassermodelle gelb. Die systematische Bezeichnung erfolgt mit einer laufenden Modellnummer und einem Modellindex. Der Modellindex unterscheidet die Veränderungen, die am Modell zwischen den Versuchen vorgenommen wurden.
Das Überwasserschiff wird in der Regel nicht dargestellt, außer wenn aerodynamische Versuche im Windkanal durchgeführt werden, in denen es darum geht, Windkräfte zu messen sowie Schornsteine von Passagierschiffen so zu gestalten, dass die Abgase von den Passagieren ferngehalten werden.

### Demonstrations- und Entwurfsmodelle
Schiffsmodelle können auch der Demonstration geplanter Schiffe oder deren Planung dienen. Werftmodelle dienen heute vor allem der Anschauung (Werbung, Dekoration, Museen).

## Modellarten nach Bauart

### Modellbautechniken

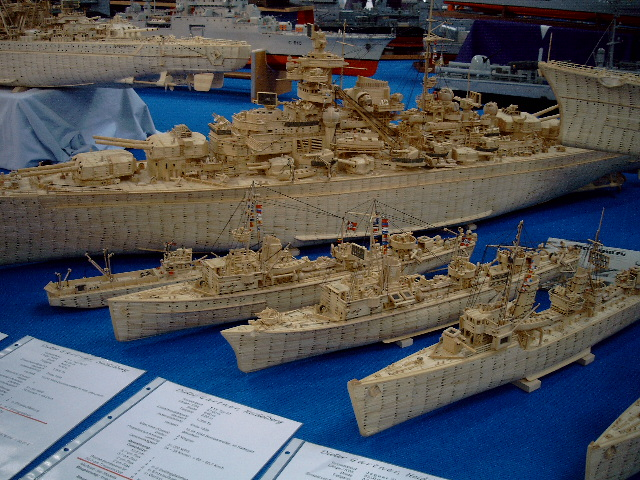
Streichhölzer als Baumaterial

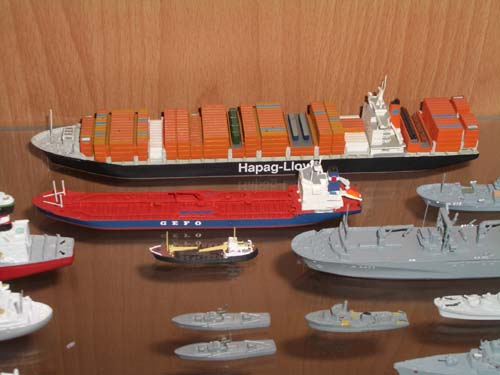
Fertigmodelle aus Zinn

Bausatzmodell eines Schleppers

Welche Technik beim Erstellen eines Schiffsmodelles angewendet wird, ist vom Qualitätsanspruch, der Größe, dem Anwendungszweck, den verfügbaren Techniken, persönliche Vorlieben, Kosten, Haltbarkeit usw. abhängig.
Methoden des Modellbaues sind:
- Kneten oder Formen aus plastischen Massen (Ton, Papiermaché, Knetmasse)
- Formen durch Materialabtrag aus Vollmaterial (Schnitzen, Bildhauern)
- Formen durch Materialauftrag (Laminierung) von Schichtmaterial wie Glasfaserverstärkter Kunststoff (GFK) über Modellformen
- Aufbau in vorgeschnittenen Materialschichten z. B. aus Holz
- Aufbau mit Spanten und Beplankung
- Aufbau aus verlöteten oder verschweißten Metallteilen (Blech)
- Zusammenfügen (Kleben) von vorgeschnittenem Flachmaterial aus Karton oder Papier
- Zusammenfügen (Kleben oder Zusammenstecken) von vorgeprägten Teilen aus Thermoplastischem Kunststoff
- Gießen von Metall oder Kunststoff in vorgefertigte Formen, Spritzguss

### Fertigmodelle
Seitdem es Spielzeughersteller gibt, gibt es auch als Spielzeug ausgeführte vorbildähnliche Holz-, Blech- und Kunststoffmodelle. Dabei lag der Schwerpunkt auf dem günstigen Herstellungspreis, dem ansprechenden Aussehen und der guten Handhabbarkeit für Kinderhände. Diese Modelle waren meist nur vorbildähnlich mit teilweise stark verzerrten Proportionen und daher für Freunde von maßstabsgerechten Modellen relativ uninteressant.
In den letzten Jahren ist der Begriff RTR (Ready to Run) zum Handelsbegriff für fertig aufgebaute Schiffsmodelle wie zum Beispiel Sportboote geworden. War es bis 2005 so, dass mit diesem Begriff als Spielzeug ausgeführte vorbildähnliche Kunststoffmodelle gemeint waren, gibt es nun verschiedene Hersteller und Importeure, die auch sehr aufwändige, maßstäblich korrekte, vorbildgetreue und vergleichsweise teure Modelle (bis über 1000 Euro) als RTR anbieten können.
Weiterhin hat sich die von RTR abgeleitete Bezeichnung ARTR (Almost Ready to Run) für fertige Schiffsmodelle ergeben, die nur noch einige Handgriffe und fertig erhältliche Bauteile brauchen, um verwendet werden zu können. Beispielsweise Empfänger und Akkus, die separat erworben und eingebaut werden müssen.

### Bausatzmodelle
Kommerziell werden für Schiffsmodelle Bausätze angeboten, die aus einzelnen vorgefertigten Teilen bestehen, deren Zusammenbau zum fertigen Modell führt. Als Material wird hauptsächlich der Kunststoff Polystyrol verwendet, wie auch bei anderen Teilgebieten des Plastikmodellbaus.
Detailliertheit, „Modelltreue“ und Größe variieren hierbei je nach Preislage. Einfacher Zusammenbau sogar von komplizierten Modellen macht Bausätze vor allem für den Einsteiger attraktiv. Was vor vierzig Jahren noch als meisterhafte Individualanfertigung gegolten hätte, kann heute so mancher Jugendlicher beim ersten Modell realisieren. Wurden zum Beispiel Details der Rumpf- und Decksbeplankung zunächst weggelassen oder nur angedeutet, bieten manche Bausätze nunmehr die Rumpfbeplankung mitgeformt und die Decksplanken passgenau vorgeschnitten. Ätztechnik und Kunststoffspritzguss machen Strukturen möglich, die früher vergleichsweise Goldschmieden und Uhrmachern vorbehalten waren.

### Kartonmodelle
Kartonmodellschiffe werden zumeist aus Kartonbögen mit einem Gewicht von etwa 170 Gramm je Quadratmeter gefertigt. Die einzelnen Bauteile sind vom Modell-Konstrukteur in zweidimensional flache Flächenteile mit oder ohne farbliche Gestaltung und Schraffierungen angelegt worden und müssen durch Ausschneiden, Falzen und Verkleben zu einem dreidimensionalen Modell zusammengefügt werden. Unterstützt wird der Bau durch eine Anleitung oder Explosionszeichnungen. Die am häufigsten gebräuchliche Form ist der Modellbaubogen.
In der Regel werden Standmodelle gefertigt. Durch entsprechende Konstruktionen sind jedoch auch Funktionsmodelle möglich.

### Modelle in Individualfertigung nach Bauplan

Eigenbaumodell eines englischen Hafenschleppers

Im Handel werden auch ohne beigefügte Materialien Modellbaupläne angeboten, in denen detaillierte Anweisungen zu den erforderlichen Materialien, der Abfolge der Bauabschnitte und der vorzunehmenden Arbeiten gegeben werden. Die Zeichnungen dienen meist als Schnittmuster für die auszusägenden oder vorzuschneidenden Holzteile. Je nach Geschick und den persönlichen Möglichkeiten entstehen dabei Modelle nach diesen Vorgaben.

### Nachbildungstreue
Knochen- und Elfenbein-Schiffsmodelle von Seeleuten weisen oft schon einen erstaunlichen Detaillierungsgrad auf. „Originalgetreue“ Modelle zeichnen sich vor allem durch exakt maßstabsgetreue Nachbildung eines Originals aus. Bei vergrößerter fotografischer Ansicht kann dann oft schwer zwischen Original und Modell unterschieden werden.
Für Modelle, die zur Ausstellung in Museen bestimmt sind, werden üblicherweise besonders aufwändig gearbeitete Objekte erstellt: Zusätzlich zur möglichst hohen Perfektion der Bearbeitung und Detaillierung kommen hier besonders haltbare Materialien (Messing, Holz, langzeitstabile Lacke und Kunststoffe) zur Anwendung, damit die Modelle nicht in wenigen Jahrzehnten unansehnlich werden. Daraus hat sich auch im Hobbybereich der Wertbegriff „Museumsqualität“ eingebürgert, der als höchste Stufe der Qualität eines Modells gilt; besonders beeindruckend und prägend für den Wertbegriff sind historische Modelle von Passagierschiffen und Schlachtschiffen, die teilweise bis zu fünf Meter lang sind. Häufig im Maßstab 1:50 gehalten, bieten sie ohne besonders kleine Strukturen eine Darstellung mit wichtigen Details, die man nicht mit der Lupe suchen muss (Relings, Deckslampen, Möbel, Buntglasfenster, …). Bekannte Museen im deutschsprachigen Raum, die solche Modelle ausstellen, sind das Deutsche Museum in München und das Heeresgeschichtliche Museum in Wien sowie das Deutsche Schifffahrtsmuseum in Bremerhaven.

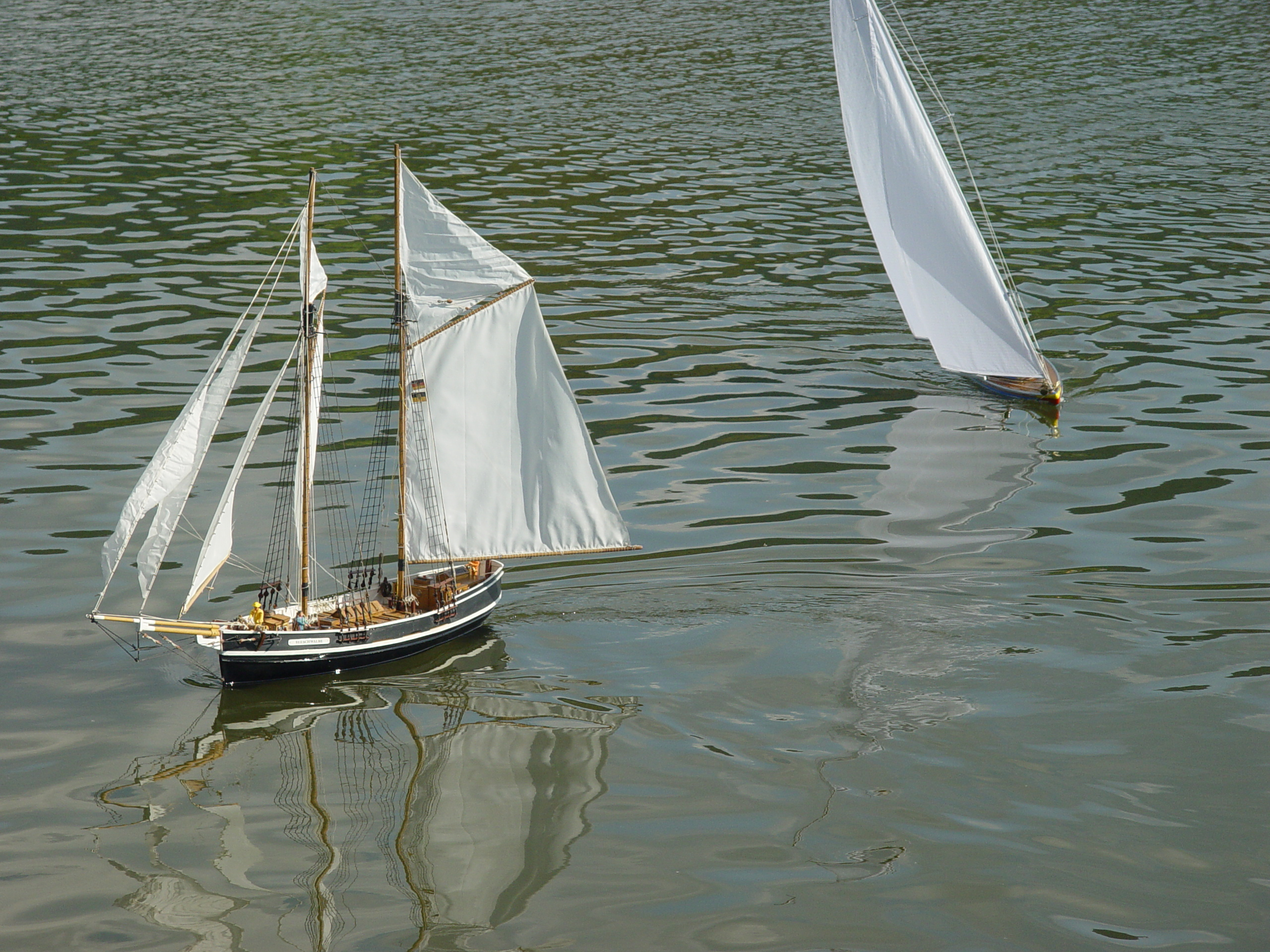
Segelschiffmodelle

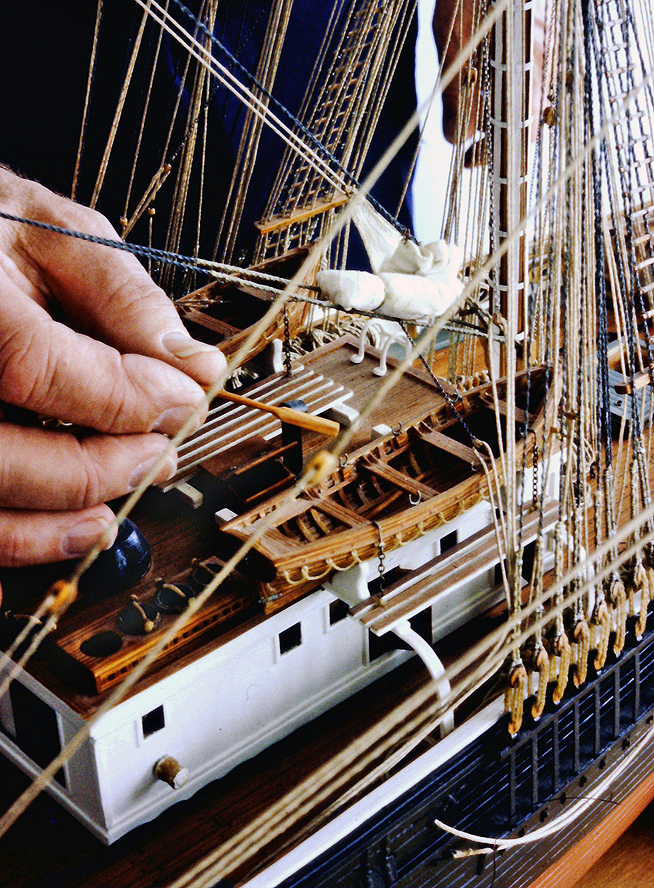
Detail auf einem Segelschiff.

In noch größerem Maßstab (z. B. 1:20) findet man Modelle von historischen Seglern, die bis zu drei Metern lang und unter besonderer Beachtung der damaligen Baumethoden (unter Dampf gebogene Planken, Holznägel, Holzsorten wie beim Original) erstellt sind. Besondere Beachtung findet hier fast immer die Takelage.

## Modellbau-Wettbewerbe
Heutige Technologien führen zu genauen Nachbildungen. Weitere qualitative Merkmale sind die Verwendung langzeitstabiler Materialien (trockenes, fachgerecht verarbeitetes Holz, Messing, Qualitätslacke), sinnvoll dem Ausstellungsort angepasste Größe und speziell dem Ausstellungszweck angepasste Auswahl des Vorbildes (Bekanntheit, Beispielhaft für einen Typus).
Im Wettbewerbsbereich erfolgt eine Klassifizierung der verschiedenen Schiffsmodelle durch nationale und internationale Organisationen (NAVIGA). Von diesen werden regelmäßig Meisterschaften, bis hin zu Weltmeisterschaften, ausgetragen.
 Klasse C Standmodelle 
- C1 Modelle von Ruder- und Segelfahrzeugen
- C2 Nachbauten von Schiffen mit Kraftmaschinen
- C3 Modellanlagen, Schnittmodell, Schiffsteile, szenische Darstellungen
- C4 Miniaturmodelle im Maßstab 1:250 und kleiner
- C5 Flaschenschiffe
- C6 Plastikmodelle
- C7 Karton- und Papiermodelle

Klasse DK Damenklasse; Fahrbewerb
Klasse DS Dampfschiffe
Klasse F1 Rennboote
- F1-E Rennboote mit elektrischen Antrieb
- F1-V Rennboote mit Verbrennungsmotor

weiter unterteilt in:
- FSR-V3,5 Frei gebaute Rennbootmodelle für Dauerrennen (20–30 min.) mit Verbrennungsmotor bis 3,5 cm³ Hubraum und Unterwasserantrieb
- FSR-V7,5 Frei gebaute Rennbootmodelle für Dauerrennen (20–30 min.) mit Verbrennungsmotor mit 3,5–7,5 cm³ Hubraum und Unterwasserantrieb
- FSR-V15 Frei gebaute Rennbootmodelle für Dauerrennen (20–30 min.) mit Verbrennungsmotor mit 7,5–15 cm³ Hubraum und Unterwasserantrieb
- FSR-V35 Frei gebaute Rennbootmodelle für Dauerrennen (20–30 min.) mit Verbrennungsmotor mit 15–35 cm³ Hubraum und Unterwasserantrieb
- FSR-H3,5 Frei gebaute Gleitbootmodelle mit Verbrennungsmotor bis 3,5 cm³ Hubraum und Unterwasserantrieb
- FSR-H7,5 Frei gebaute Gleitbootmodelle mit Verbrennungsmotor mit 3,5–7,5 cm³ Hubraum und Unterwasserantrieb
- FSR-H15 Frei gebaute Gleitbootmodelle mit Verbrennungsmotor mit 7,5–15 cm³ Hubraum und Unterwasserantrieb
- FSR-O3,5 Frei gebaute Offshoreboote mit Verbrennungsmotor bis 3,5 cm³ Hubraum und Oberflächen- oder Unterwasserantrieb
- FSR-O7,5 Frei gebaute Offshoreboote mit Verbrennungsmotor mit 3,5–7,5 cm³ Hubraum und Oberflächen- oder Unterwasserantrieb
- FSR-O15 Frei gebaute Offshoreboote mit Verbrennungsmotor mit 7,5–15 cm³ Hubraum und Oberflächen- oder Unterwasserantrieb
- FSR-O35 Frei gebaute Offshoreboote mit Verbrennungsmotor mit 15–35 cm³ Hubraum und Oberflächen- oder Unterwasserantrieb

Klasse F2 Vorbildgetreue ferngesteuerte Nachbauten
- F2-A (Fahr- u. Bauwert. Planmodelle 0–90 cm)
- F2-B (Fahr- u. Bauwert. Planmodelle 90–140 cm)
- F2-C (Fahr- u. Bauwert. Planmodelle > 140 cm)

Klasse F4 Baukastenmodelle (manchmal auch Einsteiger-Eigenbauten)
- F4-A1 Fahrbewerb Baukastenmodelle 0–90 cm
- F4-A2 Fahrbewerb Baukastenmodelle 90–140 cm
- F4-A-J Fahrbewerb für Junioren
- F4-B Fahr- u. Baubewertung Baukastenmodelle
- F4-C Fahr- u. Baubewertung Kunststoff-Baukastenmodelle

Klasse F5 Segler
- F5-M  Marblehead
- F5–10  Tenrater
- F5-X  Erfinderklasse
- F5-E  Einmeterklasse

Klasse F6 Gruppenmanöver
Klasse F7 Schiffsmodelle mit Sonderfunktionen

## Bekannte Schiffsmodelle
- Ebersdorfer Koggenmodell
- Hohenzollernmodell
- Mataró-Modell
- Peller-Modell
- Modell der København in der Kirche von Langør